# Place Marie-José
Le place Marie-José (en néerlandais : Marie-Joséplein) est une place bruxelloise de la commune d'Ixelles qui se situe au carrefour des avenues du Pesage, du Bois de la Cambre, du Derby et Air Marshal Coningham.

## Origine du nom
La place porte le nom de la princesse Marie-José de Belgique (1906-2001), fille du roi Albert Ier et dernière reine d'Italie.

## Histoire
En 2019, la boucle de l'ancien terminus du tram, rarement utilisée depuis le raccourcissement de la ligne 93 et la création d'un terminus à Boondael, a été démontée.